# Eubraquiosaure
L'eubraquiosaure (Eubrachiosaurus) és una espècie extinta de sinàpsids de la família dels stahleckèrids que visqueren en allò que avui en dia és Nord-amèrica durant el Triàsic superior, fa entre 228 i 237 milions d'anys. Se n'han trobat restes fòssils a Wyoming (Estats Units). Es tracta de l'única espècie del gènere Eubrachiosaurus. Tenia l'espina de l'escàpula ben desenvolupada i la vora anteroventral de la cresta ilíaca extremament corba. Els seus húmers eren ben diferents dels de Placerias, un dels seus parents propers. El nom específic browni fou elegit en honor del seu descobridor, N. H. Brown.